# Шаповал Дмитро Богданович
Дмитро́ Богда́нович Шапова́л (нар. 17 червня 1996) — український футболіст, нападник полтавської «Ворскли».

## Біографія
Дмитро Шаповал народився 17 червня 1996 року. Вихованець полтавської ДЮСШ ім. І. Горпинка. Першим професіональним клубом Дмитра була «Карлівка», яка в той час виступала у Другій лізі. Саме у складі «Карлівки» дебютував 3 листопада 2013 року у 20-му турі Другої ліги чемпіонату України проти новокаховської «Енергії». «Карлівка» перемогла в тому поєдинку з рахунком 2:0, а Дмитро вийшов на поле на 87-ій хвилині поєдинку замість Вадима Антіпова. У 2014 році виступав в оренді в аматорському ФК «Карлівка-2». Того ж року перейшов до складу полтавської «Ворскли». Проте у складі полтавчан виступав лише за молодіжні команди. Улітку 2016 року був переведений до головної команди ворсклян, з якою і тренувався. За основну команду «Ворскли» дебютував 10 грудня 2016 року в матчі Прем'єр-ліги проти луцької «Волині», вийшовши на поле на 85-ій хвилині поєдинку.